# AFCアジアカップ1968
AFCアジアカップ1968は、第4回目のAFCアジアカップであり、アジア各国の代表チームによって争われるサッカーの大会である。本大会は、1968年5月10日から同年5月19日にかけて行われ、イランが優勝を決めた。それに先がけ、予選が1967年3月22日から開催された。

## 出場国
- イラン（開催国）　初出場
- イスラエル　4大会連続4度目

- ビルマ　初出場
- 香港　2大会連続3度目
- 中華民国　2大会ぶり2度目

## 本大会
1968年5月10日
| ビルマ | 2 - 0 | 香港 |

| イラン | 4 - 0 | 中華民国 |

1968年5月12日
| ビルマ | 1 - 1 | 中華民国 |

| イスラエル | 6 - 1 | 香港 |

1968年5月14日
| ビルマ | 1 - 0 | イスラエル |

| イラン | 2 - 0 | 香港 |

1968年5月16日
| イラン | 3 - 1 | ビルマ |

1968年5月17日
| イスラエル | 4 - 1 | 中華民国 |

1968年5月19日
| イラン | 2 - 1 | イスラエル |

| 中華民国 | 1 - 1 | 香港 |

### 最終結果
|            | 点 | 試 | 勝 | 分 | 負 | 得 | 失 |
| ---------- | -- | -- | -- | -- | -- | -- | -- |
| イラン     | 8  | 4  | 4  | 0  | 0  | 11 | 2  |
| ビルマ     | 5  | 4  | 2  | 1  | 1  | 5  | 4  |
| イスラエル | 4  | 4  | 2  | 0  | 2  | 11 | 5  |
| 中華民国   | 2  | 4  | 0  | 2  | 2  | 3  | 10 |
| 香港       | 1  | 4  | 0  | 1  | 3  | 2  | 11 |

## 最終結果
| AFCアジアカップ1968優勝国 |
| ------------------------- |
| · イラン · 初優勝         |